# Percival Aircraft
Percival Aircraft Limitid var en brittisk flygplanstillverkare.
Företaget grundades 1932 av Edger Percival. Företagets första produkt som nådde ut till konsumenterna blev Gull Four som man under 1935 utvecklade till sportflygplanet Vega Gull. 1939 strax före andra världskrigets utbrott valde RAF Vega Gull till ett standardflygplan för lättare transporter och vissa former av flygskolning. Vega Gull modifierades efter RAF:s önskan med starkare motor och gavs namnet Proctor. Totalt tillverkade Percival 892 exemplar av flygplanet under kriget för RAF:s räkning. Efter kriget sålde RAF ut stora delar av sina Percival till privata köpare och flygplanet fick därmed en spridning runt hela jorden.

## Flygplan producerade vid Percival Aircraft
- Percival Gull Four
- Percival Vega Gull
- Percival Proctor
- Percival Pembroke